# جون روبرت جورمان
جون روبرت جورمان (بالإنجليزية: John R. Gorman) هو كاهن كاثوليكي أمريكي، ولد في 11 ديسمبر 1925 في شيكاغو في الولايات المتحدة.